# Лазарев, Пётр Степанович
Пётр Степанович Лазарев (1839 — не ранее 1906) — русский военный и государственный деятель, генерал от инфантерии. Комендант Брест-Литовской крепости и Военный губернатор Амурской области.

## Биография
В 1858 году закончил Павловский кадетский корпус, выпущен был подпоручиком в Малороссийский 10-й гренадерский полк. В 1862 году после окончания Николаевской академии Генерального штаба был переведён в Генеральный штаб. В 1863 году участник подавление Польского мятежа. В 1867 году произведён в капитаны.
С 1872 года подполковник Херсонский 130-й пехотный полк. В 1874 году произведён в полковники с переводом в Генеральный штаб. С 1875 года начальник штаба Кавказской гренадерской дивизии. С 1877 года помощник начальника штаба Кавказского военного округа, участник Русско-турецкой войны.
С 1882 года назначен был Военным губернатором Амурской области и наказным атаманом Амурского казачьего войска. В 1884 году произведён в генерал-майоры.
С 1886 года командир 2-й бригады 35-й пехотной дивизии. С 1888 года комендант Осовецкой крепости. С 1893 года начальник 16-й пехотной дивизии, в 1894 году произведён был в генерал-лейтенанты.
С 1895 года комендант Либавской крепости. С 1903 года комендант Брест-Литовской крепости, в 1904 году произведён в генералы от инфантерии.